# Несебир
Несе́бир, або Несебар (болг. Несебър) — місто, розташоване на південному сході Болгарії на Чорному морі між курортом Сонячний берег і містом Поморіє. Воно є центром громади (муніципалітету) Несебир Бургаської області.

## Географія
Громада міста займає північну частину області Бургас. Морське узбережжя і різноманітна природа створюють сприятливі умови для розвитку туризму.
Стару і нову частину міста Несебир з'єднує перешийок завдовжки 400 метрів.
У громаді Несебир розташовано найбільшу туристичну агломерацію на болгарському узбережжі Чорного моря «Сонячний берег» (болг. «Слънчев бряг»). Тут працюють 200 готелів із більш ніж 200 000 ліжками, здається в оренду 630 приватних квартир з більш ніж 35.000 ліжками, діє близько 1000 підприємств громадського харчування.

## Історія

### Античність
Заснування фракійського поселення на місці сучасного Несебира відносять на кінець II-го тисячоліття до н. е. Тоді воно було відомо як «Мелсамбрія», тобто «місто Мелса», легендарного засновника поселення. Поселення мало дві зручних гавані — південну і північну, де навіть сьогодні знаходять багато останків стародавніх кораблів.

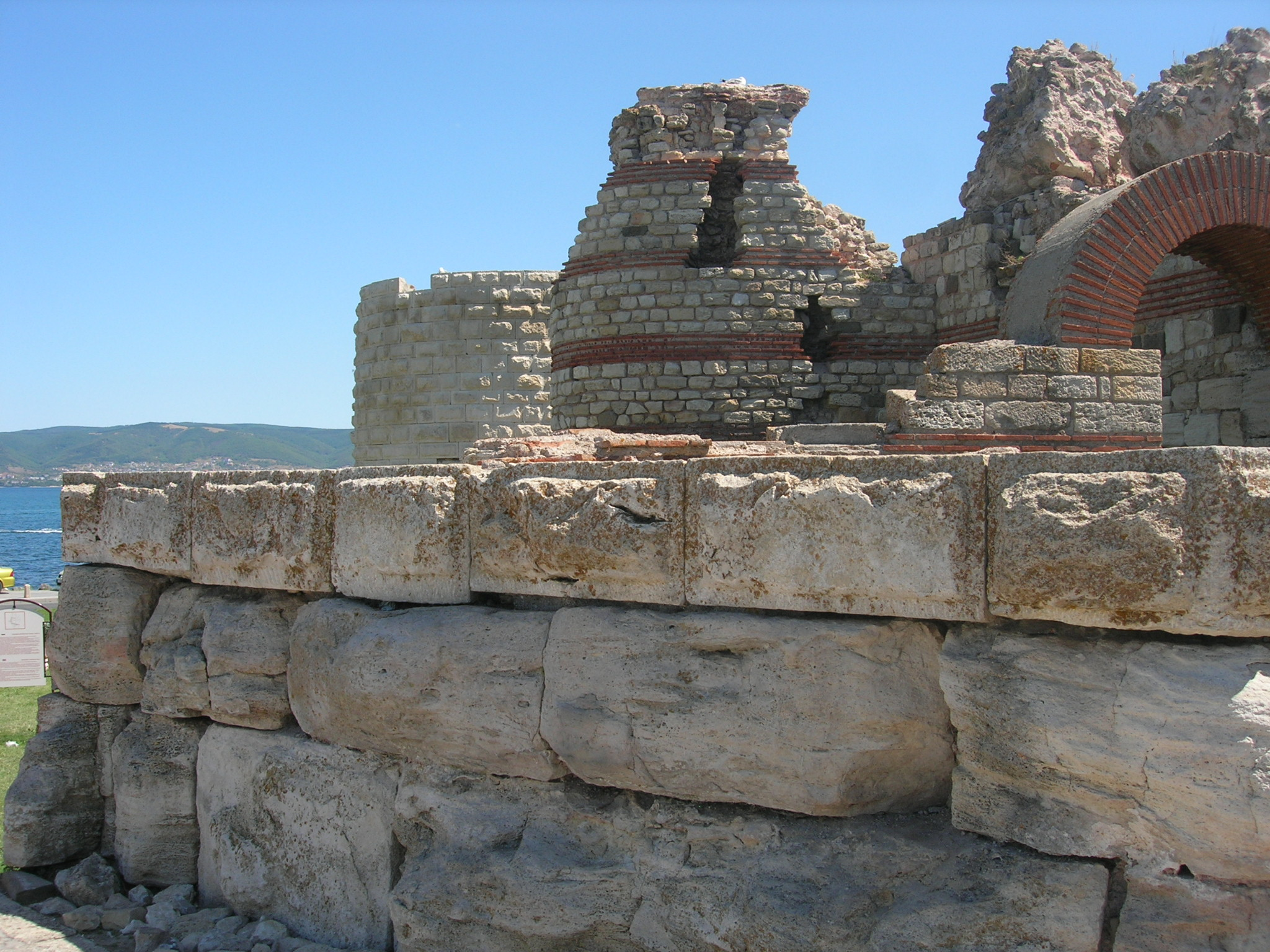
Залишки стародавніх мурів Несебира.

Наприкінці VI століття до н. е. до фракійських берегів прибули грецькі поселенці дорійського походження і заснували тут свою колонію. Місто, яке змінило назву на «Мессамбрія», поступово розширювалося, будувалися храми, школи, театр. З того періоду залишилися фрагменти фортечних мурів і рештки глиняного посуду.
Мессамбрійці почали карбувати власні монети близько 440 р. до н. е., приблизно з І ст. до н. е. карбували золоті монети. У міста були жваві торговельні відносини з полісами Чорного, Егейського і Середземного морів.
У 72 році до н. е. місто було здано мешканцями без опору римському полководцю Марку Лукуллу і згодом стало частиною Римської імперії. Римляни не стали руйнувати мури та громадські будівлі. Вони спорудили терми та систему водопостачання. Месемврія, як тоді називали місто, продовжувала карбувати свої бронзові монети й залишалася важливим торговельним і культурним центром на узбережжі Чорного моря римської Фракії, попри зростання поруч Анхіалу (нині  — Поморіє). Після розпаду Римської імперії Месемврія опинилась у складі її східної частини.

### Болгарські та візантійські часи

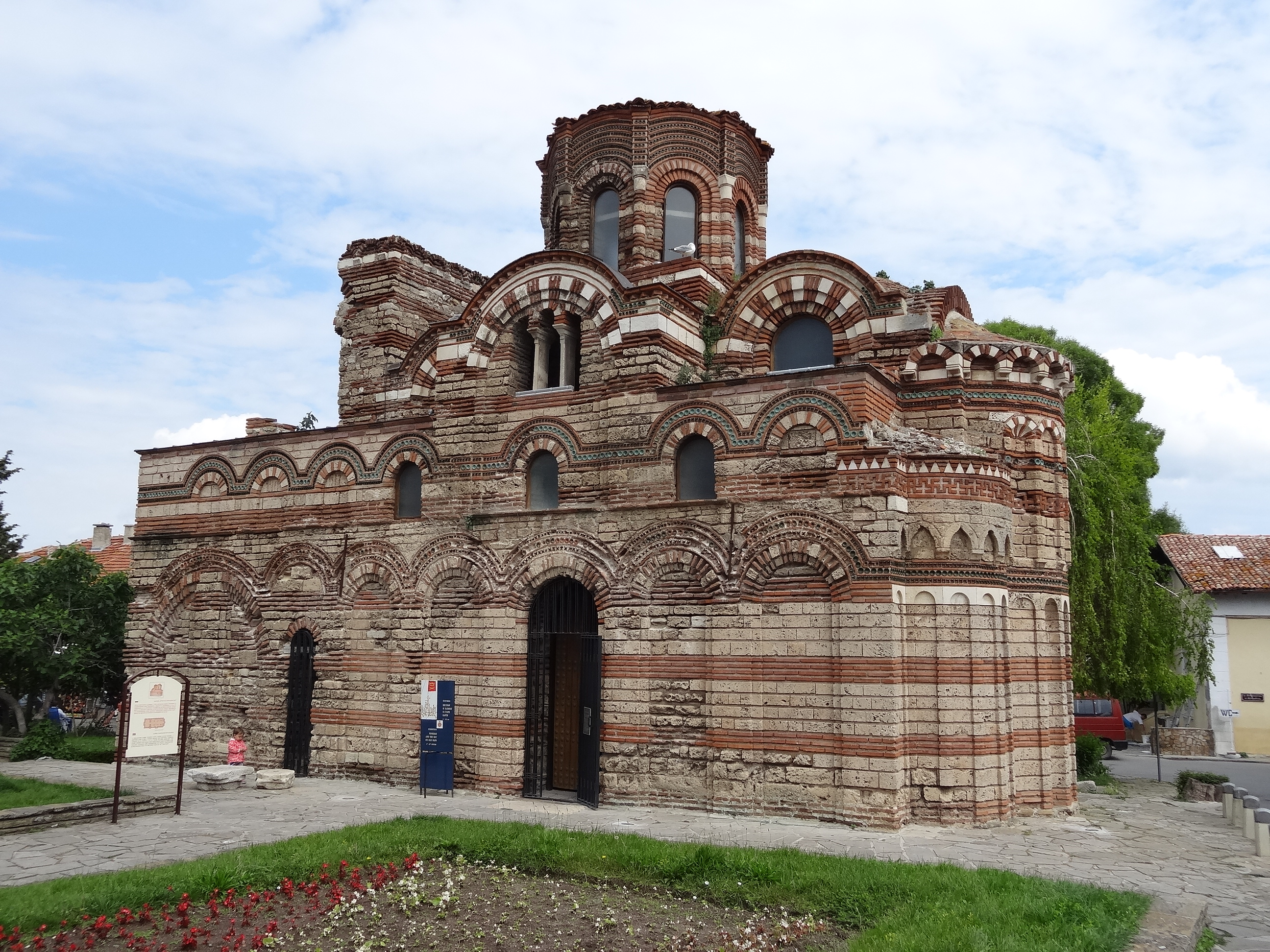
Церква Христоса Панкратора, XIII—XIV ст.

681 року тюркські племена булгар із Приазов'я на чолі з ханом Аспарухом відбили у Візантії придунайські землі, підпорядкували місцеві слов'янські племена і заснували тут своє ханство. Месемврія стала важливою фортецею візантійців на кордоні з болгарами. Але 812 року його після 14-денної облоги здобув хан Крум, після чого тут поселилися слов'яни та булгари, і місто почали називати Несебир. 863 року візантійці повернули собі місто.
У серпні 917 року неподалік Несебиру сталася Ахелойська битва, у якій болгари на чолі з царем Симеоном розбили армію візантійського імператора Лева Фоки, який саме через Несебир втік до Константинополя.
У черговий раз Несебир став частиною болгарської держави 1304 року за часів правління царя Феодора Святослава Тертера. Місто пережило свій максимальний розквіт під час правління царя Івана Александра. На той час Несебир став відомий, як «місто сорока церков», що на одиницю площі є найбільшим показником у світі.
1366 року місто було захоплене лицарями графа Амедео ді Савойя, який продав його візантійському імператору за 15 000 золотих монет.
1396 року Несебир вперше зазнав нападу з боку османів, а за три місяці до падіння Константинополя, 1453 року, місто остаточно потрапило під владу Османській імперії.

### Османський період і часи відродження
У роки османського панування життя у місті занепало. Церкви, які будувались, мали бідний зовнішній вигляд і оздоблення, але жоден з храмів Несебира не був перебудований на мечеть.

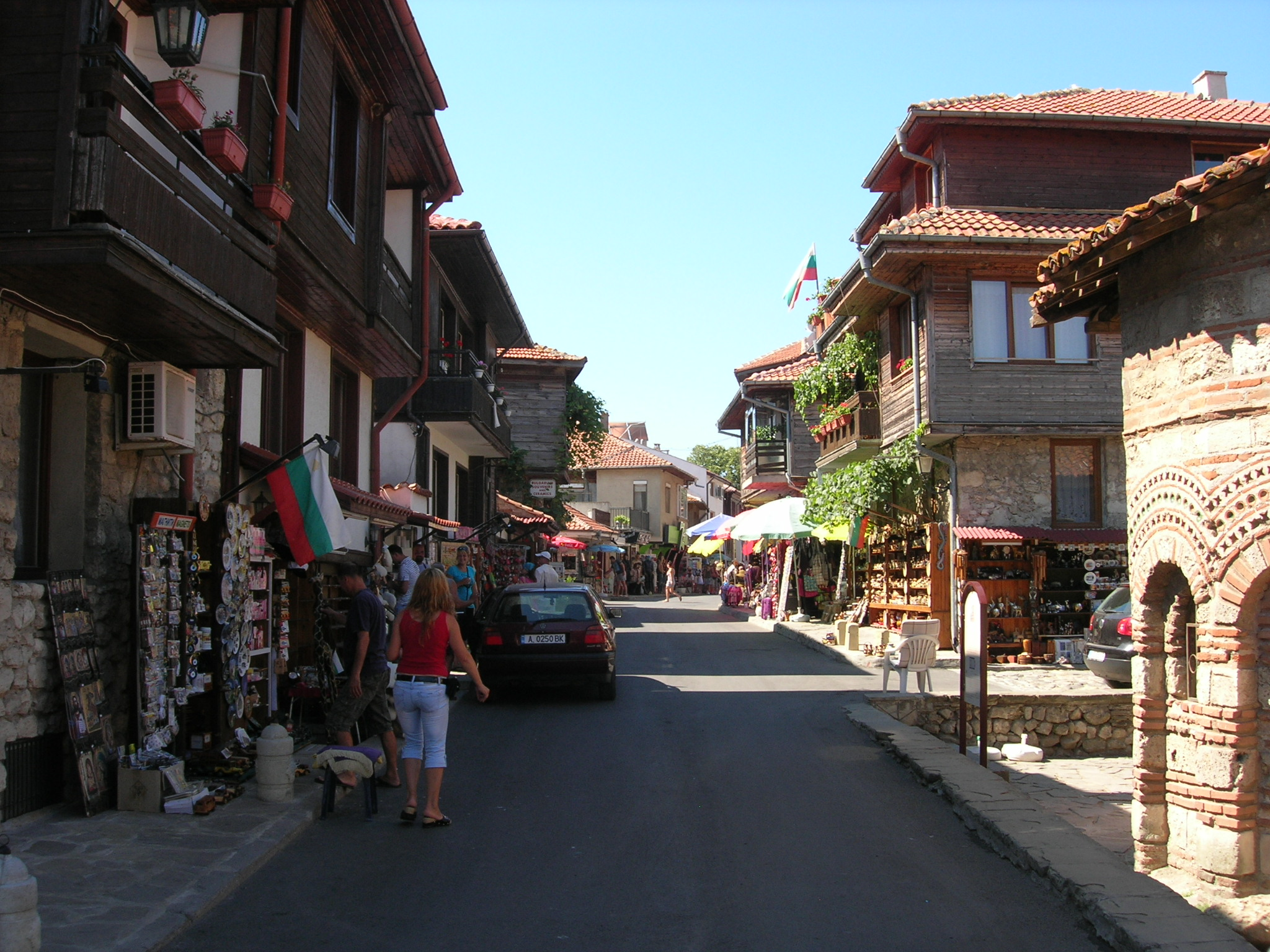
Оригінальні будинки Несебира XVII—XIX ст.

Від епохи Відродження XVII—XIX ст. залишилась оригінальна житлова забудова двоповерхові будинки з кам'яним 1-м поверхом і дерев'яним 2-м, але більшої площі  — типові представники чорноморської архітектури, багато млинів, громадські лазні й фонтани.
Востаннє турецької фортеці Месемврія довелося воювати в ході російсько-османської війни 1828-1829 років — 9-11 липня 1829 року до фортечних стін, оборонцям військами двухбунчужного паші Османа, з моря підійшли кораблі російського військового флоту, а з суші — російська піхота. Перешийок, який з'єднував Месемврію з материком, захищався стародавньою масивною вежею і (із заходу) редутом. Гарнізон фортеці становив 2000 вояків при 15 гарматах. До вечора 10 липня до міста підійшли три російських уланських полки і піхота, під командуванням генерал-майора Отто Івановича Вахту. На пропозицію здатися османи відповіли відмовою. Тоді російська артилерія відкрила вогонь по редуту на перешийку і буквально після кількох пострілів змусила його гарнізон капітулювати. Одночасно бомбардирські кораблі з ескадри адмірала Олексія Самуїловича Грейга почали обстріл Месемврії і п'ятим же попаданням підірвали головний пороховий льох османів. Після цього російський генерал-від-інфантерії Логгин Осипович Рот запропонував Осман-паші здатися, і той погодився за умови, що гарнізон зможе покинути фортецю. Російські відкинули цю умову, і тоді Осман-паша виторгував собі час до світанку 11 липня, щоб переконати здатися своїх підлеглих. На світанку 11 липня 1829 росіяни отримали ключі від Месемврії. У полон здалися 2000 османів, було взято 19 гармат, 10 прапорів і великі запаси продовольства. Частина гарнізону намагалася на гребних судах піти у Анхіалос (нині Поморіє), але російський бриг «Орфей» зірвав евакуацію. У взятті Месемврії брали участь такі російські полководці, як Я. П. Бакланов, Л. М. Серебряков і О. І. Юшков, а також командир фрегата «Поспішний» О. І. Казарський, який два місяці тому відзначився боєм на бригу «Меркурій».
11 липня в Месемврії прибув головнокомандувач російською армією Іван Іванович Дибич, який наніс візит адміралу А. С. Грейгу на лінійному кораблі «Париж». 12 липня імператор Микола I отримав від Дібича лист: «Переможні прапори Вашої Величності майорять на стінах Месемврії, Ахіоло і Бургаса, серед населення, яке зустрічає наших сміливців як визволителів і братів». У відповідь на цей лист Микола I подарував Дибичу титул графа, з почесною приставкою до прізвища «Забалканський».
На честь взяття Месемврії було названо 2 бойових кораблі російського флоту. Перший, 24-гарматний корвет «Месемврія», увійшов до складу Чорноморського флоту в квітні 1832 року і в травні 1838 року загинув під час шторму в гирлі річки Сочі. Другий, 60-гарматний фрегат «Месемврія», однотипний зі фрегатом «Паллада», входив до складу Чорноморського флоту з листопада 1840 року, а 13 лютого 1855 року був затоплений у Севастопольській бухті.

### Сучасний Несебир
Несебир оголошений архітектурним і археологічним заповідником в 1956 році, а в 1983 році потрапив до списку Всесвітньої спадщини ЮНЕСКО (історична частина).

## Культура і пам'ятки

### Церкви
Часом Несебир називають містом з найбільшою кількістю церков на одиницю населення. Загалом, збереглось близько сорока церков у різному стані. Багато церков було відновлено під час археологічних розкопок та реставраційних робіт у XIX–XXI ст.
У старій частині міста розташовані церкви:
- Церква Святої Софії (Базилікальна Софія, Стара митрополія)  (IV-VI-го століть)
- Базиліка Святої Богородиці Елеуса  (VI-го століття)
- Церква Святого Іоанна Хрестителя  (XV-го століття)
- Церква Святого Димитрія  (XI-го століття)
- Церква Святого Стефана (Нова Митрополія)  (XI-го століття, реконструйована у XVI–XVIII ст.)
- Церква Святої Феодори  (XIII-го століття)
- Церква Святої Параскеви  (XIII–XIV-го століть)
- Церква Святих Архангелів Михаїла та Гавриїла  (XIII–XIV-го ст.)
- Церква Христа Пантократора  (XIII–XIV-го ст.)
- Церква Святого Іоанна Алітургета  (XIV-го ст.)
- Свято-Вознесенська церква (Святого Спаса)  (XVII-го століття)
- Церква Святого Климента  (XVII-го століття)
- Церква Успення Пресвятої Богородиці (Успенський)  (XIX-го століття)

### Галерея

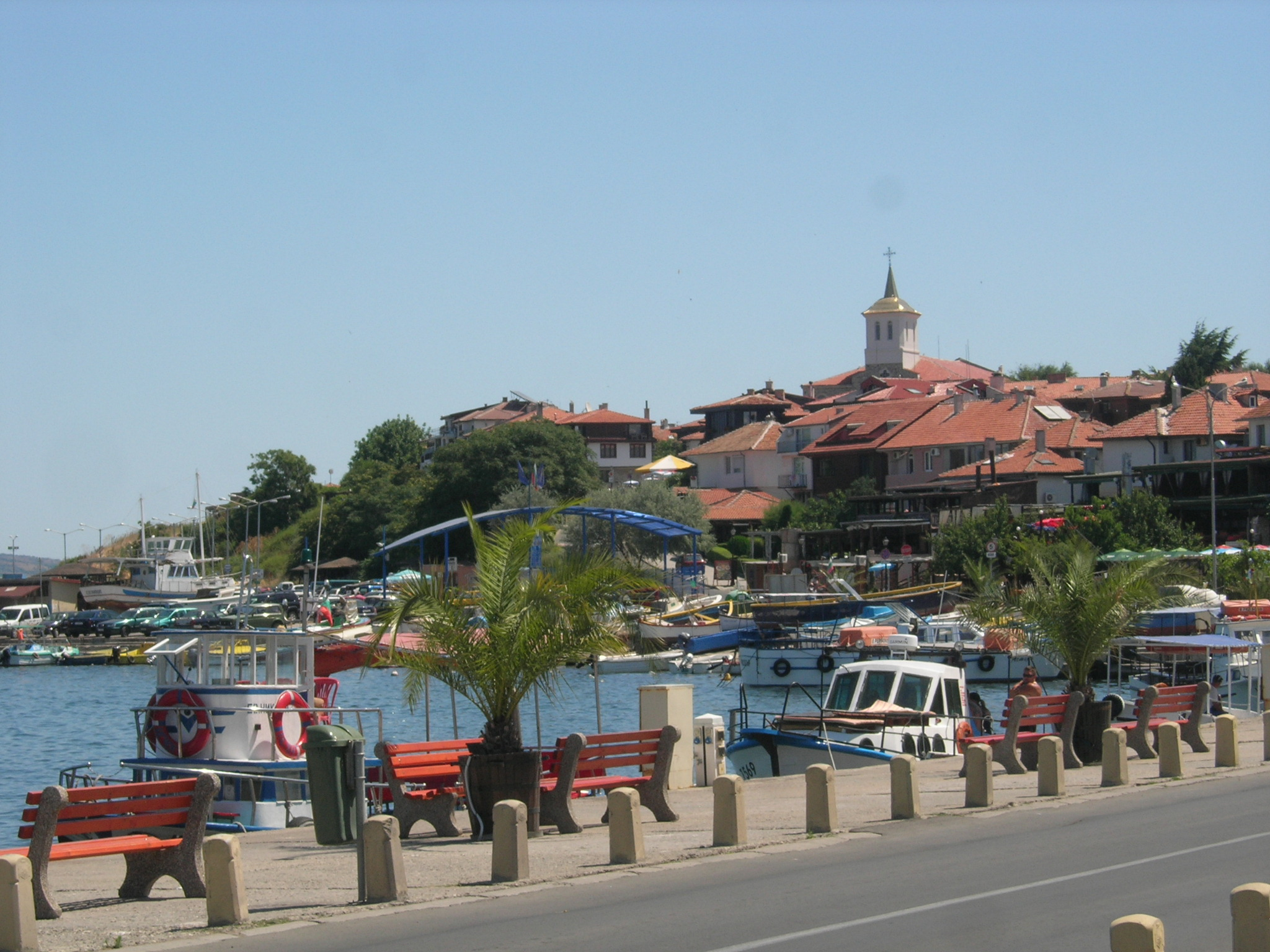
Частина набережної і північної гавані Несебиру з видом на діючу церкву
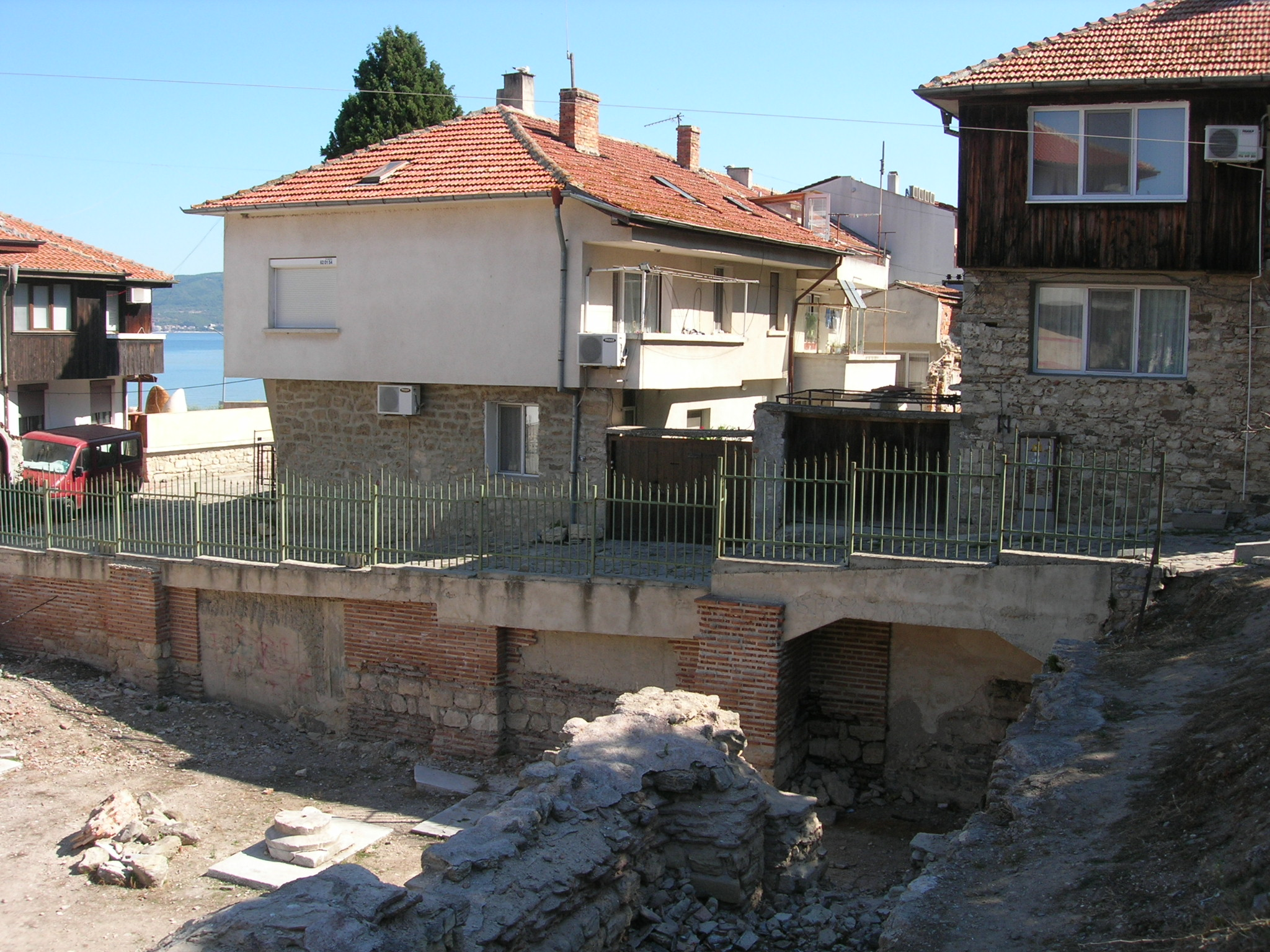
Несебир. На передньому плані - розкопки римських терм (лазні).‎
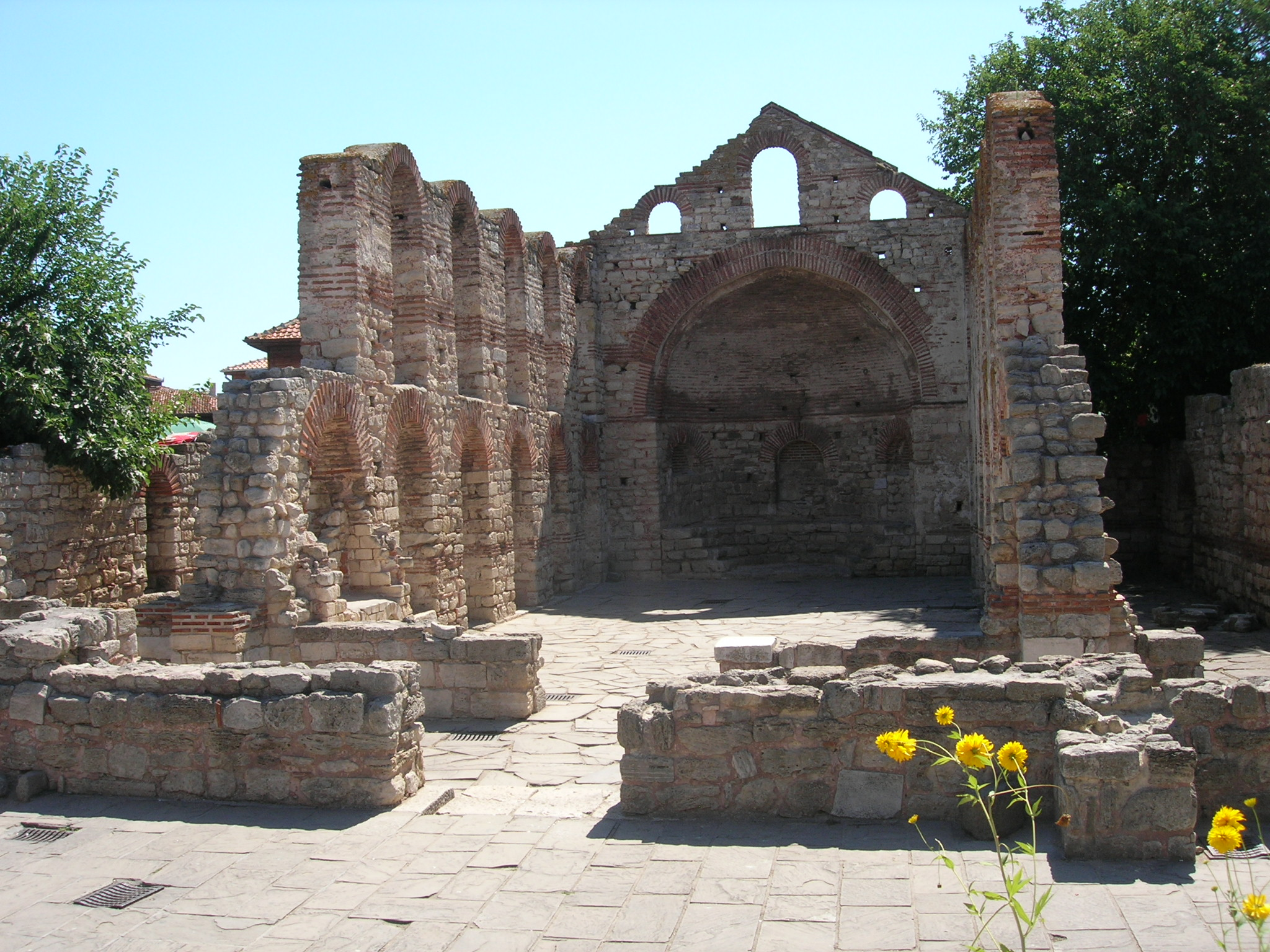
Залишки собору "Стара митрополія" V-VI ст. у Несебирі
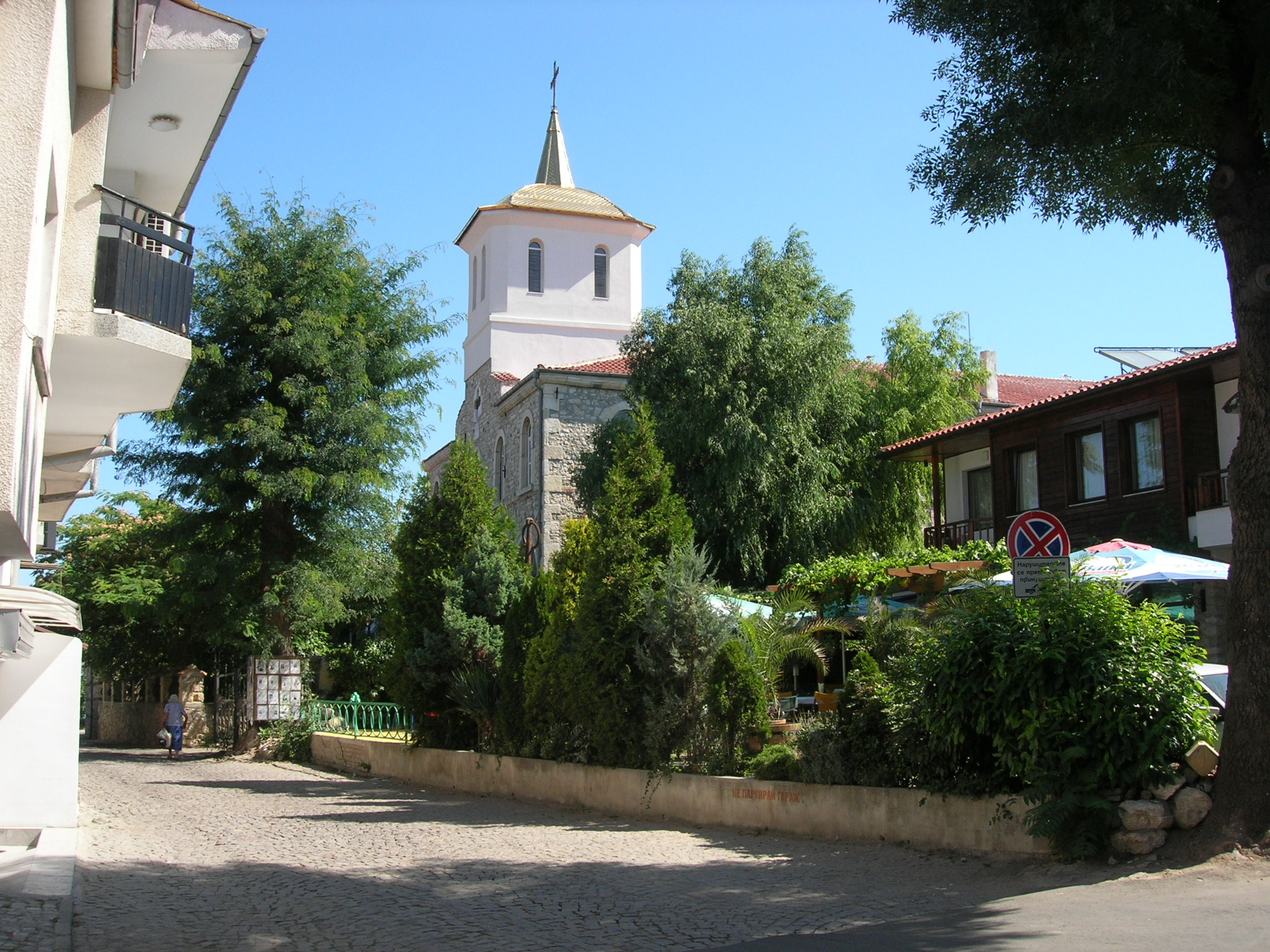
Діюча церква Успіння Пресвятої Богородиці (1884 р.)
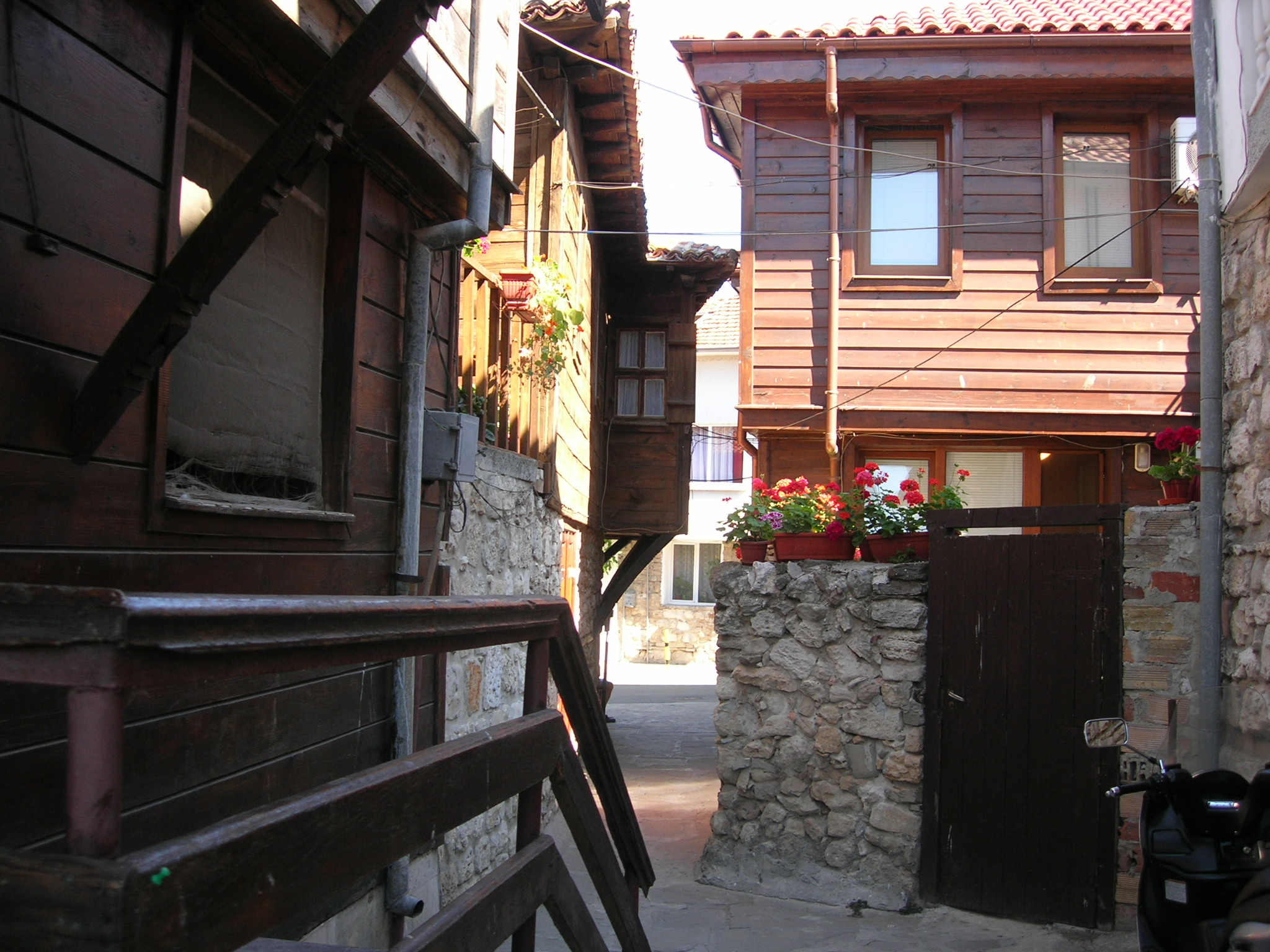
Провулок у старому Несебирі

### Регулярні події
Щорічні фестивалі «Месембрія», «Сонце, радість», «Свято меду», яке відбувається на початку вересня.

## Державні установи
У Несебирі є громадський центр, який наприкінці 2005 року святкував своє 100-річчя, і міський театр. 
- 5 музейних експозицій;
- Регіональне відділення поліції
- Районний суд

## Політика
Мер (кмет) 3 2007 року — Микола Димитров (кілька разів переобраний на новий термін)